# مصطفی ججلی
مصطفی ججلی و یا مصطفی ججیلی (به ترکی استانبولی : Mustafa Ceceli) (زاده ۲ نوامبر ۱۹۸۰ میلادی در آنکارا-ترکیه)، خواننده ، آهنگساز و تنظیم ‌کننده اهل ترکیه است.

## بازیگری
مصطفی ججیلی در سال ۱۹۸۹ میلادی در سریال تلوزیونی Köy Doktoru (پزشک دهکده) در نقش مصطفی ایفای نقش کرده است.وی همچنین در سال ۲۰۰۷ میلادی نقش بوراک را در سریال تلوزیونی Hepsi 1 (همه اش ۱) بازی کرده است.

## زندگی‌نامه
خانوادهٔ وی از زمانی که او بچه‌ای خردسال بود از علاقه شدید او به موسیقی با خبر شدند؛ او از ۶ سالگی آموزش‌های پیانو را فرا گرفت و پس از دو سال آموزش دیدن پیانو پیشنهاد هنرستان هنرهای زیبای آموزش و پرورش را دریافت کرد…
پس از اینکه در رشته ی دامپزشکی دانشگاه آنکارا قبول شد با گروهی که خودش با دوستانش درست کرده بودند نوازندگی را شروع کرد.
همچنین برای هنرمندانی که می‌خواستند آلبوم تهیه کنند سوابق دموی (پیش پرده آهنگ‌های) آنها را آماده می‌کرد. وی موزیک هایی با نیگار موحرم ، بوراک بولوت ، آیرم دَریجی ، کورتولوش کوش ، ایرمک آریجی و... دارد. 

مصطفی ججلی درسال ۲۰۰۸ با سینم گدیک «Sinem Gedik» ازدواج کرد و فرزند این زوج با نام آرین «Arın» در تاریخ ۲۸ سپتامبر سال ۲۰۱۱ متولد شد. مصطفی و سینم درسال ۲۰۱۷ از هم دیگر جدا شدند و مصطفی در همین سال با سلین ایمر «Selin İmer»‌ ازدواج کرد.

## آلبوم‌ها
| سال انتشار | نام آلبوم به ترکی استانبولی | نام آلبوم به فارسی     |
| ---------- | --------------------------- | ---------------------- |
| ۲۰۰۹       | Mustafa Ceceli              | مصطفی ججیلی            |
| ۲۰۱۲       | Es                          | همسر                   |
| ۲۰۱۴       | Kalpten                     | از صمیم قلب            |
| ۲۰۱۵       | Aşk Için Gelmişiz           | ما برای عشق آمده ایم   |
| ۲۰۱۷       | Zincirimi Kırdı Aşk         | عشق زنجیرم را پاره کرد |

## تک آهنگ‌ها[۶]
- Unutamam
- Karanfil
- Limon Çiçekleri
- Hastalıkta Sağlıkta
- Dön
- Tenlerin Seçimi
- (Hata (feat. Ozan Doğu
- Bekle
- (Eksik (feat. Elvan Günaydın
- Es
- Bir Yanlış Kaç Doğru
- Deli Gönlüm
- Sevgilim
- Aman
- Söyle Canım
- Dünyanın Bütün Sabahlari
- Aşk Döşeği
- Kalpten
- Gül Rengi
- Sultanım
- Emri Olur
- İyi Ki Hayatımdasın
- Yıkamazsın (این قطعه با همکاری آهنگساز جوان ایرانی (افشین خواجه نژاد) برای ورژن ترکی بازی محبوب PUBG Mobile اجرا شده است.)
- Durum çok acil
- Ruzgar
- Salincak
- Dayanak
- Olumluyum
- Canim
- illa
- Gerçekten zor
- Dayan
- Beni unut
- Leyla mecnun
- Tut elimden
- Gelme ustume
- Zaman
- Yollari aşamadim
- (Insafsiz (feat. Irmak arici